# Finally Enough Love: 50 Number Ones
Finally Enough Love: 50 Number Ones là một album phối lại của ca sĩ người Mỹ Madonna, phát hành ngày 19 tháng 8 năm 2022 bởi Rhino Entertainment và Warner Records. Phiên bản rút gọn gồm 16 bài hát với tên gọi đơn giản Finally Enough Love được phát hành trước trên các nền tảng phát trực tuyến vào ngày 24 tháng 6 năm 2022, trước khi ra mắt phiên bản đầy đủ gồm 50 bài hát và tất cả các định dạng vật lý sau đó hai tháng. Đĩa nhạc cũng ghi nhận sự tái hợp của nữ ca sĩ với Warner Records sau nhiều năm kể từ dự án tuyển tập thứ ba Celebration (2009), trong một thỏa thuận đối tác toàn cầu cho phép hãng đĩa sử dụng toàn bộ danh mục âm nhạc của cô, bao gồm cả ba album phòng thu gần nhất với Interscope Records.
Finally Enough Love: 50 Number Ones là album đầu tiên nằm trong chiến dịch tái bản âm nhạc kéo dài nhiều năm của Madonna với Warner Records, nhằm kỷ niệm 40 năm sự nghiệp thu âm của cô. Đĩa nhạc là tập hợp những đĩa đơn đạt vị trí số một của nữ ca sĩ trên bảng xếp hạng Billboard Dance Club Songs tại Hoa Kỳ, nhằm đánh dấu kỷ lục cho nghệ sĩ có nhiều bản nhạc quán quân nhất trên một bảng xếp hạng bất kỳ trong lịch sử Billboard. Tiêu đề cho album bắt nguồn từ lời bài hát quán quân thứ 50 "I Don't Search I Find". Sau khi phát hành, Finally Enough Love: 50 Number Ones nhận được những phản ứng tích cực từ giới phê bình, trong đó họ cho rằng album giúp làm nổi bật dấu ấn không thể phủ nhận của Madonna đối với nhạc pop.
Đĩa nhạc cũng gặt hái thành công đáng kể về mặt thương mại khi thống trị các bảng xếp hạng tại Úc, Bỉ, Hà Lan và Bồ Đào Nha, đồng thời lọt vào top 10 ở nhiều quốc gia còn lại, bao gồm vươn đến top 5 ở những thị trường nổi bật như Pháp, Đức, Hungary, Ý, Ireland, Tây Ban Nha, Thụy Sĩ và Vương quốc Anh. Album ra mắt ở vị trí thứ tám trên bảng xếp hạng Billboard 200 với 30,000 đơn vị album tương đương, giúp Madonna trở thành nghệ sĩ nữ đầu tiên tại Hoa Kỳ có album lọt vào top 10 trong năm thập niên liên tiếp. Ngoài ra, cô cũng trở thành người phụ nữ đầu tiên sở hữu album quán quân tại Úc trong năm thập kỷ khác nhau. Để quảng bá đĩa nhạc, một bản phối lại cho "Turn Up the Radio" đã được phát hành dưới dạng đĩa đơn quảng bá.

## Danh sách bài hát
| Finally Enough Love: 50 Number Ones – Đĩa 1 | Finally Enough Love: 50 Number Ones – Đĩa 1      | Finally Enough Love: 50 Number Ones – Đĩa 1 | Finally Enough Love: 50 Number Ones – Đĩa 1 |
| STT                                         | Nhan đề                                          | Sáng tác                                    | Thời lượng                                  |
| ------------------------------------------- | ------------------------------------------------ | ------------------------------------------- | ------------------------------------------- |
| 1.                                          | "Holiday" (bản 7”)                               | Lisa Stevens Curtis Hudson                  | 4:18                                        |
| 2.                                          | "Like a Virgin" (bản 7”)                         | William Steinberg Thomas Kelly              | 3:36                                        |
| 3.                                          | "Material Girl" (bản 7”)                         | Peter Brown Robert Rans                     | 3:58                                        |
| 4.                                          | "Into the Groove" (You Can Dance Remix Edit)     | Madonna Stephen Bray                        | 4:44                                        |
| 5.                                          | "Open Your Heart" (bản video)                    | Madonna Gardner Cole Peter Rafelson         | 4:26                                        |
| 6.                                          | "Physical Attraction" (You Can Dance Remix Edit) | Reggie Lucas                                | 3:52                                        |
| 7.                                          | "Everybody" (You Can Dance Remix Edit)           | Madonna                                     | 4:34                                        |
| 8.                                          | "Like a Prayer" (7" Remix / Edit)                | Madonna Patrick Leonard                     | 5:42                                        |
| 9.                                          | "Express Yourself" (Remix / Edit)                | Madonna Bray                                | 4:59                                        |
| 10.                                         | "Keep It Together" (bản đĩa đơn)                 | Madonna Bray                                | 4:51                                        |
| 11.                                         | "Vogue" (bản đĩa đơn)                            | Madonna Shep Pettibone                      | 4:20                                        |
| 12.                                         | "Justify My Love" (Orbit Edit)                   | Madonna Ingrid Chavez Lenny Kravitz         | 4:31                                        |
| 13.                                         | "Erotica" (Underground Club Mix)                 | Madonna Anthony Shimkin Pettibone           | 4:52                                        |
| 14.                                         | "Deeper and Deeper" (David's Radio Edit)         | Madonna Shimkin Pettibone                   | 4:02                                        |
| 15.                                         | "Fever" (bản radio)                              | John Davenport Eddie Cooley                 | 5:07                                        |
| 16.                                         | "Secret" (Junior's Luscious Single Mix)          | Madonna Dallas Austin                       | 4:15                                        |
| Tổng thời lượng:                            | Tổng thời lượng:                                 | Tổng thời lượng:                            | 77:55                                       |

| Finally Enough Love: 50 Number Ones – Đĩa 2 | Finally Enough Love: 50 Number Ones – Đĩa 2                                           | Finally Enough Love: 50 Number Ones – Đĩa 2                                                            | Finally Enough Love: 50 Number Ones – Đĩa 2 |
| STT                                         | Nhan đề                                                                               | Sáng tác                                                                                               | Thời lượng                                  |
| ------------------------------------------- | ------------------------------------------------------------------------------------- | --- | ------------------------------------------- |
| 1.                                          | "Bedtime Story" (Junior's Single Mix)                                                 | Björk Marius De Vries Nellee Hooper                                                                    | 4:52                                        |
| 2.                                          | "Don't Cry for Me Argentina" (Miami Mix Edit)                                         | Timothy Rice                                                                                           | 4:28                                        |
| 3.                                          | "Frozen" (Extended Club Mix Edit)                                                     | Madonna Leonard                                                                                        | 4:36                                        |
| 4.                                          | "Ray of Light" (Sasha Ultra Violet Mix Edit)                                          | Madonna Dave Curtiss Clive Muldoon Christine Leach William Orbit                                       | 5:06                                        |
| 5.                                          | "Nothing Really Matters" (Club 69 Radio Mix)                                          | Madonna Leonard                                                                                        | 3:43                                        |
| 6.                                          | "Beautiful Stranger" (Calderone Radio Mix)                                            | Madonna Orbit                                                                                          | 4:02                                        |
| 7.                                          | "American Pie" (Richard "Humpty" Vission Radio Mix)                                   | Don McLean                                                                                             | 4:25                                        |
| 8.                                          | "Music" (Deep Dish Dot Com Radio Edit)                                                | Madonna Mirwais Ahmadzaï                                                                               | 4:11                                        |
| 9.                                          | "Don't Tell Me" (Thunderpuss Video Remix)                                             | Madonna Joe Henry Ahmadzaï                                                                             | 4:08                                        |
| 10.                                         | "What It Feels Like for a Girl" (Above và Beyond Club Radio Edit)                     | Madonna David Torn Guy Sigsworth                                                                       | 3:43                                        |
| 11.                                         | "Impressive Instant" (Peter Rauhofer's Universal Radio Mixshow Mix)                   | Madonna Ahmadzaï                                                                                       | 5:30                                        |
| 12.                                         | "Die Another Day" (Deepsky Radio Edit)                                                | Madonna Ahmadzaï                                                                                       | 4:06                                        |
| 13.                                         | "American Life" (Felix da Housecat's Devin Dazzle Edit)                               | Madonna Ahmadzaï                                                                                       | 3:21                                        |
| 14.                                         | "Hollywood" (Calderone & Quayle Edit)                                                 | Madonna Ahmadzaï                                                                                       | 3:59                                        |
| 15.                                         | "Me Against the Music" (Peter Rauhofer Radio Mix; Britney Spears hợp tác với Madonna) | Britney Spears Thabiso Nkhereanye Gary O'Brien Madonna Terius Nash Christopher Stewart Penelope Magnet | 3:42                                        |
| 16.                                         | "Nothing Fails" (Tracy Young's Underground Radio Edit)                                | Madonna Jem Griffiths Sigsworth                                                                        | 4:30                                        |
| 17.                                         | "Love Profusion" (Ralphi Rosario House Vocal Edit)                                    | Madonna Ahmadzaï                                                                                       | 3:55                                        |
| Tổng thời lượng:                            | Tổng thời lượng:                                                                      | Tổng thời lượng:                                                                                       | 77:05                                       |

| Finally Enough Love: 50 Number Ones – Đĩa 3 | Finally Enough Love: 50 Number Ones – Đĩa 3                                           | Finally Enough Love: 50 Number Ones – Đĩa 3                                     | Finally Enough Love: 50 Number Ones – Đĩa 3 |
| STT                                         | Nhan đề                                                                               | Sáng tác                                                                        | Thời lượng                                  |
| ------------------------------------------- | ------------------------------------------------------------------------------------- | ------------------------------------------------------------------------------- | ------------------------------------------- |
| 1.                                          | "Hung Up" (SDP Extended Vocal Edit)                                                   | Madonna Stuart Price Benny Andersson Björn Ulvaeus                              | 4:56                                        |
| 2.                                          | "Sorry" (PSB Maxi Mix Edit)                                                           | Madonna Price                                                                   | 4:31                                        |
| 3.                                          | "Get Together" (Jacques Lu Cont Vocal Edit)                                           | Madonna Anders Bagge Peer Åström Price                                          | 4:22                                        |
| 4.                                          | "Jump" (Axwell Remix Edit)                                                            | Madonna Henry Price                                                             | 4:44                                        |
| 5.                                          | "4 Minutes" (Bob Sinclar Space Funk Edit; hợp tác với Justin Timberlake và Timbaland) | Madonna Justin Timberlake Timothy Mosley Nathaniel Hills                        | 3:22                                        |
| 6.                                          | "Give It 2 Me" (Eddie Amador Club 5 Edit)                                             | Madonna Pharrell Williams                                                       | 4:55                                        |
| 7.                                          | "Celebration" (Benny Benassi Remix Edit)                                              | Madonna Ciaran Gribbin Ian Green Paul Oakenfold                                 | 3:58                                        |
| 8.                                          | "Give Me All Your Luvin'" (Party Rock Remix; hợp tác với LMFAO và Nicki Minaj)        | Madonna Maritn Picandet Michael Tordjman Maya Arulpragasam Onika Maraj          | 3:59                                        |
| 9.                                          | "Girl Gone Wild" (Avicii's UMF Mix)                                                   | Madonna Jenson Vaughan Benny Benassi Alle Benassi                               | 5:14                                        |
| 10.                                         | "Turn Up the Radio" (Offer Nissim Remix Edit)                                         | Madonna Jade Williams Solveig Tordjman                                          | 4:54                                        |
| 11.                                         | "Living for Love" (Offer Nissim Promo Mix)                                            | Madonna Uzoechi Emenike Maureen McDonald Toby Gad Thomas Pentz Ariel Rechtshaid | 5:52                                        |
| 12.                                         | "Ghosttown" (Dirty Pop Intro Mix)                                                     | Madonna Evan Bogart Sean Douglas Jason Evigan                                   | 5:20                                        |
| 13.                                         | "Bitch I'm Madonna" (Sander Kleinenberg Video Edit; hợp tác với Nicki Minaj)          | Madonna McDonald Gad Pentz Rechtshaid Sophie Xeon Maraj                         | 3:21                                        |
| 14.                                         | "Medellín" (Offer Nissim Madame X in the Sphinx Mix; với Maluma)                      | Madonna Edgar Barrera Ahmadzaï Juan Londono                                     | 5:28                                        |
| 15.                                         | "I Rise" (Tracy Young's Pride Intro Radio Remix)                                      | Madonna Brittany Hazzard Evigan                                                 | 3:50                                        |
| 16.                                         | "Crave" (Tracy Young Dangerous Remix; hợp tác với Swae Lee)                           | Madonna Hazzard Mike Dean Khalif Brown                                          | 4:46                                        |
| 17.                                         | "I Don't Search I Find" (Honey Dijon Radio Mix)                                       | Madonna Ahmadzaï                                                                | 5:22                                        |
| Tổng thời lượng:                            | Tổng thời lượng:                                                                      | Tổng thời lượng:                                                                | 78:04                                       |

| Finally Enough Love – Phiên bản một đĩa | Finally Enough Love – Phiên bản một đĩa                          | Finally Enough Love – Phiên bản một đĩa |
| STT                                     | Nhan đề                                                          | Thời lượng                              |
| --------------------------------------- | ---------------------------------------------------------------- | --------------------------------------- |
| 1.                                      | "Everybody" (You Can Dance Remix Edit)                           | 4:34                                    |
| 2.                                      | "Into the Groove" (You Can Dance Remix Edit)                     | 4:44                                    |
| 3.                                      | "Like a Prayer" (7" Remix / Edit)                                | 5:42                                    |
| 4.                                      | "Express Yourself" (Remix / Edit)                                | 4:59                                    |
| 5.                                      | "Vogue" (bản đĩa đơn)                                            | 4:20                                    |
| 6.                                      | "Deeper and Deeper" (David's Radio Edit)                         | 4:02                                    |
| 7.                                      | "Secret" (Junior's Luscious Single Mix)                          | 4:15                                    |
| 8.                                      | "Frozen" (Extended Club Mix Edit)                                | 4:36                                    |
| 9.                                      | "Music" (Deep Dish Dot Com Radio Edit)                           | 4:11                                    |
| 10.                                     | "Hollywood" (Calderone & Quayle Edit)                            | 3:59                                    |
| 11.                                     | "Hung Up" (SDP Extended Vocal Edit)                              | 4:56                                    |
| 12.                                     | "Give It 2 Me" (Eddie Amador Club 5 Edit)                        | 4:55                                    |
| 13.                                     | "Girl Gone Wild" (Avicii's UMF Mix)                              | 5:14                                    |
| 14.                                     | "Living for Love" (Offer Nissim Promo Mix)                       | 5:52                                    |
| 15.                                     | "Medellín" (Offer Nissim Madame X in the Sphinx Mix; với Maluma) | 5:28                                    |
| 16.                                     | "I Don't Search I Find" (Honey Dijon Radio Mix)                  | 5:22                                    |
| Tổng thời lượng:                        | Tổng thời lượng:                                                 | 77:09                                   |

## Thành phần thực hiện
- Madonna – nhà sản xuất tổng hợp
- Mike Dean – remaster
- Johann Delebarre – giám đốc sáng tạo
- Aldo Diaz – bìa phiên bản 50 bài hát
- Ricardo Gomes – nhiếp ảnh gia bìa phiên bản 16 bài hát
- Gary Heery – nhiếp ảnh gia bìa phiên bản 50 bài hát
- Brendon Shay – bìa phiên bản 16 bài hát
- Sean Solymar – trợ lý master

## Xếp hạng
| Bảng xếp hạng (2022)                          | Vị trí cao nhất |
| --------------------------------------------- | --------------- |
| Album Úc (ARIA)                               | 1               |
| Album Áo (Ö3 Austria)                         | 7               |
| Album Bỉ (Ultratop Vlaanderen)                | 1               |
| Album Bỉ (Ultratop Wallonie)                  | 1               |
| Album Canada (Billboard)                      | 7               |
| Album Cộng hòa Séc (ČNS IFPI)                 | 13              |
| Album Croatia Quốc tế (HDU)                   | 1               |
| Album Đan Mạch Đĩa than (Hitlisten)           | 2               |
| Album Hà Lan (Album Top 100)                  | 1               |
| Album Phần Lan (Suomen virallinen lista)      | 18              |
| Album Pháp (SNEP)                             | 2               |
| Album Đức (Offizielle Top 100)                | 2               |
| Album Hy Lạp (IFPI)                           | 39              |
| Album Hungaria (MAHASZ)                       | 3               |
| Album Ireland (OCC)                           | 2               |
| Album Ý (FIMI)                                | 2               |
| Album Nhật Bản (Oricon)                       | 22              |
| Album Nhật Bản (Billboard Japan)              | 25              |
| Album New Zealand (RMNZ)                      | 39              |
| Album Ba Lan (ZPAV)                           | 9               |
| Album Bồ Đào Nha (AFP)                        | 1               |
| Album Scotland (OCC)                          | 2               |
| Album Slovakia (ČNS IFPI)                     | 89              |
| Album Tây Ban Nha (PROMUSICAE)                | 2               |
| Album Thụy Điển (Sverigetopplistan)           | 37              |
| Album Thụy Sĩ (Schweizer Hitparade)           | 2               |
| Album Anh Quốc (OCC)                          | 3               |
| Album Hoa Kỳ Billboard 200                    | 8               |
| Album Hoa Kỳ Top Dance/Electronic (Billboard) | 1               |

| Bảng xếp hạng (2022)                    | Vị trí |
| --------------------------------------- | ------ |
| Album Croatia Đĩa than (HDU)            | 1      |
| Album Đức Đĩa than (Offizielle Top 100) | 4      |

| Bảng xếp hạng (2022)                    | Vị trí |
| --------------------------------------- | ------ |
| Album Úc Dance (ARIA)                   | 16     |
| Album Bỉ (Ultratop Wallonia)            | 199    |
| Album Hungaria (MAHASZ)                 | 79     |
| Album Tây Ban Nha Đĩa than (PROMUSICAE) | 34     |
| Bảng xếp hạng (2023)                    | Vị trí |
| Album Anh Quốc (OCC)                    | 86     |

## Chứng nhận
| Quốc gia                                                    | Chứng nhận | Số đơn vị/doanh số chứng nhận |
| ----------------------------------------------------------- | ---------- | ----------------------------- |
| Anh Quốc (BPI)                                              | Vàng       | 100.000‡                      |
| ‡ Chứng nhận dựa theo doanh số tiêu thụ và phát trực tuyến. |            |                               |

## Lịch sử phát hành
| Quốc gia | Ngày             | Phiên bản | Định dạng                       | Hãng đĩa |
| -------- | ---------------- | --------- | ------------------------------- | -------- |
| Nhiều    | 24 tháng 6, 2022 | 16 bài    | Streaming (phát hành trước)     | Warner   |
| Nhiều    | 19 tháng 8, 2022 | 16 bài    | CD 2- LP tải nhạc số            | Warner   |
| Nhiều    | 19 tháng 8, 2022 | 50 bài    | 3-CD 6-LP tải nhạc số streaming | Warner   |